# Представителство на Европейската комисия в България
Представителството на Европейската комисия в Република България е местният орган на Европейската комисия (ЕК) в България и се намира в София. Всяка държава членка е домакин на Представителството на Европейската комисия. В България Делегацията на Европейската комисия се преобразува в Представителство на Европейската комисия на 1 януари 2007 г. – деня на присъединяването на България към Европейския съюз.
Представителствата на ЕК в държавите членки са обединени организационно в службата за преса и комуникация към генерална дирекция „Комуникации“ на Европейската комисия.

## Роля
Сътрудничество с българските медии
Представителството на ЕК в България действа като "гласа" на Комисията в България и информация медиите на национално и регионално ниво за основните дейности на ЕК, разяснява основни политически цели и насоки, информира относно програми, проекти и инициативи. 
Политически връзки
Представителството на ЕК извършва мониторинг и представя информация на Европейската комисия за икономическата, политическата и социалната ситуация в страната. Това осигурява обратна връзка с Европейската комисия и насърчава активния диалог по европейски въпроси.
Информация за гражданите
Представителството на ЕК помага за осъществяването на основни информационни дейности на Европейската комисия сред гражданите на Европейския съюз. То спомага за организиране на различни прояви, конференции за информиране на общността, партнира си с български институции, Информационното бюро на Европейския парламент, неправителствени организации и академични институции.
Ръководителят на Представителството на ЕК в България от 2013 г. до 2019 г. е Огнян Златев. От 2008 до 2013 г. негов предшественик е Зинаида Златанова.

## Местонахождение
Първоначалният адрес на Представителството на ЕК в България е ул. Московска № 9. От 2013 г. Представителството се помещава в т.нар „Дом на Европа“ в гр. София на ул. Г.С Раковски № 124. В сградата се помещава, както Представителството на ЕК в България, така и Информационният център на Европейския съюз и Бюрото на Европейския парламент в България.